# Carlota Ciganda Machiñena
Carlota Ciganda Machiñena   (Ultzama, 1 de juny de 1990) és una golfista professional navarresa que participa en el Ladies European Tour i el LPGA Tour. L'any 2012, el del seu debut en el LET, va guanyar l'Ordre del Mèrit i va ser nomenada Jugadora de l'Any i Rookie de l'Any.

## Joventut i carrera universitària
Nascuda a Pamplona (Navarra), Ciganda va començar a practicar el golf a l'edat de 5 anys, animada pel seu pare. És neboda del jugador i entrenador de futbol José Ángel Ziganda. Va realitzar els seus estudis universitaris als Estats Units, a la Universitat d'Arizona, entre els anys 2008 i 2011, on es va llicenciar en administració i direcció d'empreses. A més, Ciganda parla quatre idiomes.

## Carrera amateur
Carlota Ciganda va tenir una brillant carrera com a jugadora aficionada, guanyant el torneig British Ladies Amateur en 2007. L'any 2009 va ser subcampiona després de Azahara Muñoz. També va guanyar el European Ladies Amateur Championship en dues ocasions, en 2004 i 2008. També va ser campiona nacional en diferents categories juvenils de forma consecutiva des de l'any 2000 fins a l'any 2008, amb l'excepció de l'any 2005. Va ser membre l'any 2006 i l'any 2008 de l'equip del Trofeu Espirito Sant, i va quedar segona l'any 2008. També va formar part dels equips europeus de la Junior Solheim Cup (2005 i 2007) i de la Junior Ryder Cup (2004 i 2006).
Quan era a la Universitat d'Arizona, va ser membre de l'equip universitari dels Sun Devils que competeix en el campionat NCAA. Va debutar l'any 2009, i va aconseguir ser la primera jugadora a guanyar dos campionats consecutius (2008 i 2009) de la conferència Pacific-10. L'any 2011 va acabar en tercera posició.
Esent encara amateur, Ciganda va participar en diversos tornejos professionals, el primer d'ells el Tenerife Ladies Open de l'any 2005, en el qual no va passar el tall. No obstant això, va ser la millor participant espanyola en diversos tornejos professionals, com en el Open D'Espanya Femení de l'any 2007 (vuitè lloc), o en el Tenerife Ladies Open de l'any 2008, on va acabar tercera a només tres cops de la guanyadora, Rebecca Hudson.

## Carrera professional
Ciganda va passar a jugadora professional al maig de 2011. Va debutar al mes següent en el Tenerife Ladies Match Play -un torneig no oficial del LET- on va acabar en segona posició després de Becky Brewerton. Va competir en les sèries d'accés del Ladies European Tour aquella temporada, amb una victòria en el Múrcia Ladies Open. En el torneig calificatori pel LPGA de desembre de 2011 va acabar 34ª, rebent la categoria 20 pel LPGA Tour de 2012. En aquest mateix mes va acabar tercera en el torneig classificatori pel LET, la qual cosa li va valer l'accés amb tot el dret al Ladies European Tour en 2012.
En la seva primera temporada completa en el Ladies European Tour, Ciganda va guanyar l'Ordre del Mèrit, trofeu que reconeix a la jugadora amb majors guanys en premis. Aquest mateix any va ser triada per votació dels membres de l'associació com a Jugadora de l'Any. Va participar en 19 tornejos, amb dues victòries: el Deloitte Ladies Open i el Xina Suzhou Taihu Open. També va acabar altres deu tornejos entre les deu millors. Els seus esforços li van valer el premi de Rookie de l'Any. Va acabar la temporada en segona posició de la llista European Solheim Cup amb uns guanys totals de €251.289,95.

## Victòries com amateur
- 2004 (1): European Ladies Amateur Championship.
- 2007 (1): British Ladies Amateur.
- 2008 (1): European Ladies Amateur Championship.

## Victòries com a professional (6)

### LPGA Tour (2)
| N.º | Data                   | Torneig                               | Puntuació       | Par | Marge de victòria | Subcampiona                                                                   | Premi a la guanyadora ($ EUA) |
| --- | ---------------------- | ------------------------------------- | --------------- | --- | ----------------- | ----------------------------------------------------------------------------- | ----------------------------- |
| 1   | 16 d'octubre de 2016   | LPGA KEB Hana Bank Championship¹      | 69-70-69-70=278 | –10 | Playoff           | Alison Lee                                                                    | 300.000                       |
| 2   | 13 de novembre de 2016 | Citibanamex Lorena Ochoa Invitational | 67-72-68-68=275 | –13 | 2 cops            | Austin Ernst Jodi Ewart Shadoff Karine Icher Sarah Jane Smith Angela Stanford | 200,000                       |

¹ Cosancionat amb el KLPGA Tour

### Ladies European Tour (4)
| N.º | Data                   | Torneig                                 | Puntuació       | Parell | Marge de victòria | Subcampiona      | Premi a la guanyadora (€) |
| --- | ---------------------- | --------------------------------------- | --------------- | ------ | ----------------- | ---------------- | ------------------------- |
| 1   | 3 de juny de 2012      | Deloitte Ladies Open                    | 71-67-69=207    | –9     | 2 cops            | Ursula Wikström  | 37.500                    |
| 2   | 28 d'octubre de 2012   | China Suzhou Taihu Open                 | 65-70-64=199    | –17    | 7 cops            | Caroline Masson  | 52.500                    |
| 3   | 2 de juny de 2013      | UniCredit Ladies German Open            | 68-33=101       | –6     | (Playoff)         | Charley Hull     | 52.500                    |
| 4   | 29 de setembre de 2019 | Estrella Damm Mediterranean Ladies Open | 72-68-65-71=276 | –8     | 1 cop             | Esther Henseleit | 45.000                    |

### Sèries LET Access (1)
- 2011 (1): Murcia Ladies Open

## Resultats en els grans de la LPGA
| Torneig                  | 2005 | 2006 | 2007 | 2008 | 2009 | 2010 | 2011 | 2012 | 2013 | 2014 | 2015 | 2016 | 2017 | 2018 | 2019 |
| ------------------------ | ---- | ---- | ---- | ---- | ---- | ---- | ---- | ---- | ---- | ---- | ---- | ---- | ---- | ---- | ---- |
| Inspiration              | NJ   | NJ   | NJ   | NJ   | NJ   | NJ   | NJ   | NJ   | T66  | T61  | T4   | T56  | T60  | CUT  | T4   |
| O.S. Women's Open        | NJ   | NJ   | NJ   | NJ   | NJ   | NJ   | NJ   | T39  | T57  | T63  | CUT  | CUT  | T5   | 3    | T22  |
| Women's PGA Championship | NJ   | NJ   | NJ   | NJ   | NJ   | NJ   | NJ   | NJ   | T37  | T13  | CUT  | CUT  | T20  | T33  | T48  |
| Women's British Open     | T52  | NJ   | CUT  | NJ   | CUT  | NJ   | NJ   | T17  | CUT  | T29  | CUT  | T31  | T23  | T7   | 7    |
| The Evian Championship * |      |      |      |      |      |      |      |      | T52  | CUT  | T38  | T17  | T32  | T33  | 10   |

* The Evian Championship va ser afegit com un 'gran' l'any 2013.NJ = no va jugar
CUT = no va passar el tall
"T" = empat
En fons groc quan va finalitzar entre les 10 primeres.

## Resum del Tour LPGA
| Any  | Tornejos jugats | Talls passats | Guanyats | 2ª qualificació | 3ª qualificació | Top 10 | Millor classificació | Diners guanyats ($ EUA) | Lloc al ranking guanyats | Mitjana de cops |
| ---- | --------------- | ------------- | -------- | --------------- | --------------- | ------ | -------------------- | ----------------------- | ------------------------ | --------------- |
| 2012 | 3               | 3             | 0        | 0               | 0               | 0      | T17                  | 79.679                  | 85                       | 73,25           |
| 2013 | 19              | 13            | 0        | 1               | 0               | 2      | 2                    | 355.949                 | 40                       | 71,98           |
| 2014 | 23              | 18            | 0        | 1               | 0               | 1      | T2                   | 367.280                 | 44                       | 72,17           |
| 2015 | 25              | 19            | 0        | 1               | 0               | 3      | 2                    | 404.849                 | 42                       | 71,77           |
| 2016 | 26              | 22            | 2        | 1               | 0               | 7      | 1                    | 1.116.199               | 14                       | 70,56           |
| 2017 | 22              | 20            | 0        | 0               | 1               | 7      | T3                   | 765.008                 | 24                       | 70,35           |
| 2018 | 25              | 22            | 0        | 2               | 1               | 9      | 2                    | 1.244.610               | 8                        | 70,09           |
| 2019 | 17              | 16            | 0        | 1               | 1               | 6      | T2                   | 713.118                 | 14                       | 69,89           |

- actualitzat el 29 de juliol de 2019[5]

## Resum del Ladies European Tour (LET)
| Any  | Tornejos LET guanyats | Diners guanyats (€) | Lloc al ranking guanyats |
| ---- | --------------------- | ------------------- | ------------------------ |
| 2011 | 0                     | 21.192              | n/a                      |
| 2012 | 2                     | 251.290             | 1                        |
| 2013 | 1                     | 173.329             | 5                        |
| 2014 | 0                     | 97.081              | 9                        |
| 2015 | 0                     | 19.489              | n/a                      |
| 2016 | 0                     | 57.266              | n/a                      |
| 2017 | 0                     | 160.798             | 2                        |
| 2018 | 0                     | 153.094             | n/a                      |
| 2019 | 0                     | 79.121              | 6                        |

- actualitzat el 29 de juliol de 2019[6]

## Aparicions en Equip
Amateur
- Espirito Sant Trophy (representant a Espanya): 2006, 2008, 2010
- Junior Solheim Cup (representant a Europa): 2005, 2007 (guanyadores)
- Junior Ryder Cup (representant a Europa): 2004 (guanyadors), 2006 (empat, retenen la copa)

Professional
- Solheim Cup (representant a Europa): 2013 (guanyadores), 2015, 2017, 2019 (guanyadores)
- International Crown (representant a Espanya): 2014 (guanyadores)

### Registre en la Solheim Cup
| Any    | Total Partits | Total W-L-H | Individuals W-L-H                         | A cuatro W-L-H                                             | Fourballs W-L-H                                                                         | Punts guanyats | Punts % |
| ------ | ------------- | ----------- | ----------------------------------------- | ---------------------------------------------------------- | --------------------------------------------------------------------------------------- | -------------- | ------- |
| Career | 16            | 6-6-4       | 3-0-1                                     | 1-2-1                                                      | 2-4-2                                                                                   | 8              | 50,0 %  |
| 2013   | 3             | 3-0-0       | 1-0-0 va derrotar a Morgan Pressel 4&2    | 0-0-0                                                      | 2-0-0 va guanyar amb Suzann Pettersen 1 a sobre, va guanyar amb Azahara Muñoz 1 a sobre | 3              | 100,0 % |
| 2015   | 4             | 1-1-2       | 0-0-1 a mitjes contra Lexi Thompson       | 1-0-0 va guanyar amb Melissa Reid 4&3                      | 0-1-1 a mitjes amb Melissa Reid va perdre amb Azahara Muñoz 3&2                         | 2              | 50,0 %  |
| 2017   | 4             | 1-3-0       | 1-0-0 va guanyar a Brittany Lincicome 4&3 | 0-1-0 va perdre amb Caroline Masson 1 a baix               | 0-2-0 va perdre amb Emily Kristine Pedersen 6&5 va perdre amb Melissa Reid2 a baix      | 1              | 25,0 %  |
| 2019   | 5             | 1-2-2       | 1-0-0 va guanyar a Danielle Kang 1 a dalt | 0-1-1 a mitjes amb Bronte Law va perdre amb Bronte Law 6&5 | 0-1-1 a mitjes amb Bronte Law va perdre amb Azahara Muñoz2&1                            | 2              | 40,0 %  |

## Premis
En 2017 va ser guardonada amb els Premis Navarresa Televisió en la categoria de Valors Esportius.